# Eeva Therman
Eeva Maria Therman (* 4. August 1916 in Helsinki; † 11. Juni 2004 ebenda) war eine finnisch-amerikanische Zytogenetikerin. Bekannt wurde sie durch Untersuchungen des menschlichen X-Chromosoms, der Chromosomenveränderungen bei malignen Erkrankungen sowie durch ein Standardwerk über menschliche Chromosomen.

## Leben
An der Universität Helsinki erwarb sie 1939 ihr Diplom und promovierte 1947 namentlich als Eeva Suomalainen. In der Doktorarbeit behandelte sie die Zytologie einer Weißwurzen–Gruppe aus der Familie der Spargelgewächse. Als Forschungsassistentin arbeitete sie am staatlichen Gartenbauinstitut, bevor sie 1950 Dozentin an der Universität Helsinki wurde.
Seitdem veröffentlichte sie beständig unter dem Namen Eeva Therman.
Einen Identitätsbeleg lieferte sie im Jahr 1953 mit einem Artikel, in dem sie das Thema ihrer Doktorarbeit erweiterte.
Ein Fulbright-Stipendium brachte sie 1958 an die University of Wisconsin-Madison. Dort wechselte sie 1959 von der Abteilung Botanik in die von Klaus Pätau geleitete Abteilung für Pathologie und medizinische Genetik. Im Jahr 1961 heirateten Eeva und Klaus. Um in dieser Genetikergruppe weiter arbeiten zu können, blieb sie als Postdoktorandin angestellt, bis ihr 1972 der Rang Senior Scientist zuerkannt wurde. Erst als Klaus 1975 starb, gewährte ihr die Fakultät die Stellung als Full Professor.
Nach der Emeritierung entschloss sich Therman 2002, nach Finnland zurückzukehren. Wieder in Helsinki, bezog sie ein Appartement neben dem ihrer Schwester. Schließlich musste sie einen Platz im Pflegeheim annehmen.

## Artikel (Auswahl)
- Eeva Therman: Chromosome behavior in cell differentiation: A field ripe for exploration? In: Genetics 141, 3, 1995: 799–804. PDF.
- Evelyn M Kuhn, Gloria E Sarto, B J  Bates, Eeva Therman: Gene-rich chromosome regions and autosomal trisomy. A case of chromosome 3 trisomy mosaicism. In: Hum Genet 77, 3, 1987: 214–220. doi:10.1007/BF00284472.
- Evelyn M Kuhn, Eeva Therman: Cytogenetics of Bloom's syndrome. In: Cancer Genet Cytogenet 22, 1986: 1–18. → Wichtiges Merkmal ist die hohe Austauschrate homologer Chromatiden. Homozygote zeigen hohe Krebs-Inzidenz.
- Eeva Therman, Carter Denniston, U Nieminen, Dolores A Buchler, Susanna Timonen: X chromatin, endomitoses, and mitotic abnormalities in human cervical cancer. In: Cancer Genet Cytogenet 16, 1985: 1–11. doi:10.1016/0165-4608(85)90072-x.
- Eeva Therman, Gloria E Sarto, Dolores A Buchler: The structure and origin of giant nuclei in human cancer cells. In: Cancer Genet Cytogenet 9, 1983: 9–18. doi:10.1016/0165-4608(83)90019-5. → Two cases of squamous cell carcinoma of the cervix.
- Gloria E Sarto, P A Stubblefield, Eeva Therman: Endomitosis in human trophoblast. In: Hum Genet 62, 3, 1982: 228–232. doi:10.1007/BF00333525. → Erster Bericht über Endomitosen in gesundem menschlichen Gewebe, nämlich dem Trophoblasten der Plazenta im ersten Trimester der Schwangerschaft.
- Klaus Patau, Eeva Therman, David W Smith, Stanley L Inhorn, Bruce F Picken: Partial-trisomy syndromes I: Sturge-Weber's disease. In: Amer J Human Genet 13, 3, 1961: 287–298. PDF.  → Trisomien einzelner Zellen sind selten, stellen aber einen beträchtlichen Teil kongenitaler Anomalien dar. Das Sturge-Weber-Syndrom ist eine solche Erbkrankheit.
- Eeva Therman, Klaus Patau, David W Smith, Robert I Demars: The D trisomy syndrome and XO gonadal dysgenesis in two sisters. In: Amer J Human Genet 13, 2, 1961: 193–204. PDF. → Zur Chromosomen-Gruppe „D“ gehören die Chromosomen 13–15.

## Bücher
- Human Chromosomes: Structure, Behavior, Effects. Springer, New York / Berlin 1980, ISBN 3-540-90509-X.
- Human Chromosomes: Structure, Behavior, Effects. 2nd edition. Springer, New York / Berlin 1986, ISBN 3-540-96173-9.
- mit Millard Susman: Human Chromosomes: Structure, Behavior, and Effects. 3. Auflage. Springer, Berlin / New York 1993, ISBN 3-540-97871-2.
- mit Orlando J Miller: Human Chromosomes. 4. Auflage. Springer, New York / Berlin 2000, ISBN 0-387-95031-1.